# Mark L. De Motte

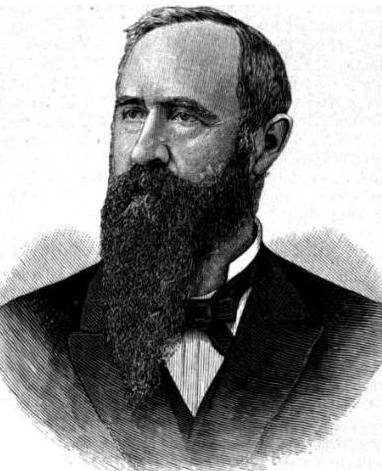
Mark L. De Motte

Mark Lindsey De Motte, född 28 december 1832 i Rockville, Indiana, död 23 september 1908 i Valparaiso, Indiana, var en amerikansk republikansk politiker och jurist. Han representerade Indianas tionde distrikt i USA:s representanthus 1881–1883.
De Motte avlade 1853 grundexamen i litteraturvetenskap vid Indiana Asbury University (numera DePauw University) och två år senare blev han färdig med sin juristexamen vid samma universitet och inledde sin karriär som advokat i Valparaiso. I amerikanska inbördeskriget deltog han i nordstaternas armé och befordrades 1862 till kapten. I 1872 och 1876 års kongressval kandiderade han utan framgång som republikan men i tredje försöket år 1880 vann han. I kongressvalet 1882 förlorade han mot utmanaren Thomas Jefferson Wood. De Motte var ledamot av delstatens senat 1886–1890 och från och med 1890 dekanus vid Northern Indiana Law School.
Metodisten och frimuraren De Motte gravsattes på Maplewood Cemetery i Valparaiso.